# Brigade du bouclier côtier
La Brigade du Bouclier Côtier (arabe: لواء درع الساحل , romanisé :  Liwāʼ Dirʻ al-Sāḥil) est une organisation militante syrienne créée en janvier 2015. Elle a annoncé ses opérations en février 2025, après la chute du régime Assad.

## Histoire
Le groupe a été officiellement fondé le 1er janvier 2015, dans la province de Lattaquié, en tant que milice locale de la Garde républicaine. Le groupe a commencé à recruter des soldats fin mai de la même année.
En 2025, après la chute du régime d'Assad , le groupe a publié une vidéo montrant sa création contre le commandement des opérations militaires et le gouvernement de transition syrien diffusée par la Résistance populaire syrienne,. Ils ont créé la Brigade côtière près des montagnes de Lattaquié, dans le gouvernorat de Lattaquié, pour lutter contre Hayat Tahrir al-Sham dans leur bastion d'origine. Il a également appelé les Alaouites et les anciens partisans de Bachar al-Assad à « prendre les armes » contre le chef de HTS, Ahmed al-Charaa. Fatiha a évoqué dans la vidéo la création de la Brigade du bouclier côtier suite à l'escalade des violations commises par l'autorité d'Ahmad al-Charaa après les attaques contre les Alaouites dans les villes de la côte syrienne, soulignant la responsabilité de la brigade dans toute attaque visant l'autorité d'al-Sharaa sur la côte et au-delà des côtes syriennes.
Fatiha a déclaré que la Brigade du Bouclier Côtier assumerait la responsabilité de toute opération menée contre Hayat Tahrir al-Sham dans le gouvernorat de Lattaquié. Fatiha a probablement utilisé les ressources et les réseaux humains développés sous le régime d'Assad pour créer la Brigade du Bouclier Côtier.